# Christine Gambito
Christine Gambito (Virginia Beach, Virginia; 16 de agosto de 1976), más conocida por su nombre artístico HappySlip, es una actriz, celebridad de internet y comediante estadounidense.

## Carrera
Administra uno de los canales con mayor cantidad de suscriptores en YouTube. El 25 de enero de 2008, Gambito, que posee ascendencia filipina, fue nombrada embajadora de Turismo de ese país por el Departamento de Turismo de Filipinas.
En marzo de 2007, su vídeo Mixed Nuts fue nominado a los YouTube Video Awards en 2006 por mejor vídeo de comedia, terminando en el segundo lugar.
En sus vídeos normalmente personifica miembros de su propia familia desde un punto de vista cómico. También canta y toca el piano y la guitarra. Como la misma Gambito lo deja claro en sus vídeos, es una de las pocas celebridades de internet que cantan, actúan, filman y editan su propio material. Antes de iniciar sus actividades en YouTube, realizó pequeños papeles en comerciales de televisión y películas.

### Personajes
Es conocida por interpretar una gran cantidad de personajes en sus vídeos. Son fácilmente reconocibles por atributos como su cabello, atuendo y personalidad. Cuando interpreta a un personaje, usa pelucas y otros accesorios.